# Sonia Gandhi
Sonia Maino, vedova Gandhi (in hindī सोनिया गांधी, Soniyā Gāṃdhī; Lusiana, 9 dicembre 1946), è una politica indiana di origine italiana, presidente del Partito del Congresso Indiano; vedova di Rajiv Gandhi, nipote di Jawaharlal Nehru e già primo ministro.
Il suo nome è stato fatto per una possibile candidatura alla carica di primo ministro, dopo la vittoria a sorpresa del suo partito nelle elezioni del 13 maggio 2004 per il rinnovo della Lok Sabha, quando è stata votata all'unanimità per condurre un governo di coalizione composto da diciannove partiti (il cosiddetto Ennecaideca Partito). Pochi giorni dopo l'esito elettorale, Gandhi ha rinunciato all'incarico in considerazione dell'ostracismo mostrato verso di lei da gran parte della classe politica indiana, specie dall'opposizione, in quanto non nativa dell'India.
Al suo posto, la stessa Gandhi ha proposto Manmohan Singh, ex ministro del governo di Narasimha Rao, che è stato accettato dalla sua coalizione, divenendo il nuovo primo ministro il 19 maggio 2004. A novembre 2010 la rivista statunitense Forbes ha posizionato Sonia Gandhi al nono posto nella classifica delle personalità più potenti del pianeta. Secondo Forbes, nel 2013, era la terza donna più potente del mondo dopo Angela Merkel e Dilma Rousseff.

## Biografia
Sonia Maino è nata da Stefano Maino e Paola Predebon a Lusiana nella contrada Màini, sull'Altopiano dei sette comuni, in provincia di Vicenza . Il padre, vicino al fascismo, volontario e poi prigioniero nella campagna di Russia, voleva chiamarla Sonia, in ricordo di una donna che lo aveva salvato accogliendolo nella sua fattoria, tuttavia il parroco si rifiutò perché al nome non corrispondeva nessun santo e venne battezzata come Antonia Edvige. Ma all'anagrafe venne registrata come Sonia, nonostante le rimostranze del parroco.
Il padre Stefano Maino (detto Eugenio) fino ad allora di fede fascista, ebbe un ruolo determinante nel sequestro del 30 agosto 1944, da parte dei partigiani, di Luigi Ronzani, Commissario Prefettizio di Lusiana. Il sequestro si concluse con l'infoibamento del Ronzani alla speluga di Lovarezze. Nell'immediato dopoguerra il Maino passò da muratore a capo di un'impresa edile con sede ad Orbassano (paese alla periferia di Torino).
Dopo avere terminato le elementari in una scuola femminile privata a Sangano, Sonia Maino frequentò il collegio delle suore di Maria Ausiliatrice a Giaveno. Conobbe Rajiv Gandhi (figlio di Indira Gandhi, nipote di Jawaharlal Nehru e in seguito primo ministro dell'India) quando questi era studente all'Università di Cambridge e lei studiava inglese presso la Lennox Cook School, scuola di lingue per stranieri.
I due si sposarono il 26 febbraio 1968: lei aveva 21 anni, invece lui 23 anni e mezzo, dopodiché Sonia Gandhi stabilì la sua residenza in India. Sonia Gandhi ha abbandonato la cittadinanza italiana e ottenuto la cittadinanza indiana per naturalizzazione nel 1983, quindici anni dopo la sua unione con Rajiv, quando si rese conto che la carriera politica del marito poteva essere in qualche modo intralciata dalla sua cittadinanza italiana. Ha avuto un figlio, Rahul, e una figlia, Priyanka Vadra. Sonia Gandhi non è entrata in politica fino a dopo l'assassinio del marito, avvenuto il 21 maggio 1991 A seguito della morte di Rajiv, il partito caldeggiò il suo ingresso in politica per continuare la tradizione "dinastica" del Partito del Congresso che ha sempre visto alla sua guida un membro della famiglia Nehru-Gandhi, ma lei rifiutò ogni incarico, ritirandosi a vita privata.
La madre di Sonia Gandhi, la signora Paola Maino, è morta nella sua casa in Italia ad Orbassano sabato 27 agosto 2022, all'età di 98 anni.

## Carriera politica

### Premiership di Rajiv Gandhi (1984-1990)

Ronald Reagan, Sonia Gandhi, la First Lady Nancy Reagan e il Primo Ministro Rajiv Gandhi, durante una cena di stato nel giugno 1985

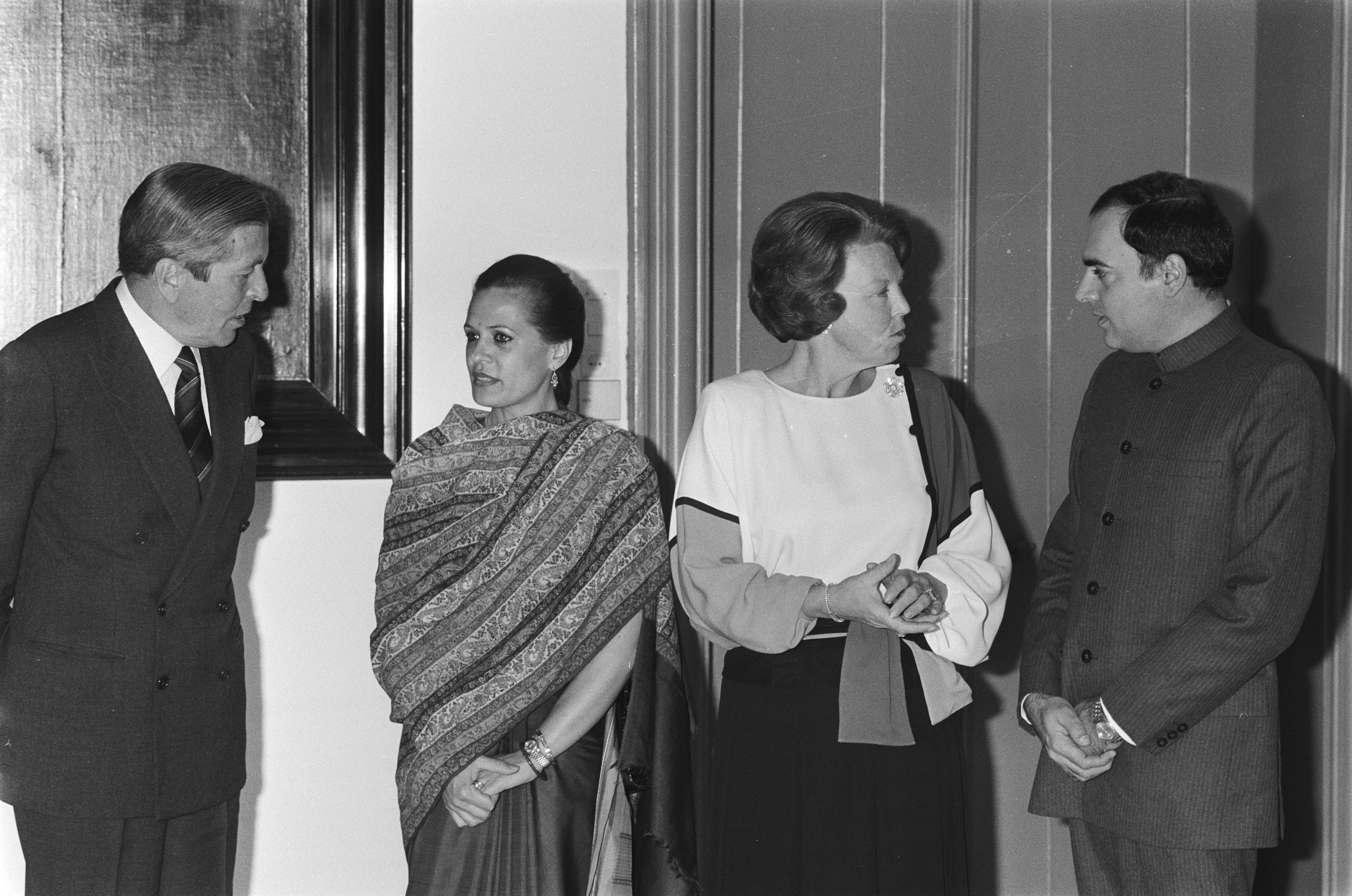
La regina dei Paesi Bassi Beatrice con il principe Claus incontra Rajiv e Sonia Gandhi

Il coinvolgimento di Sonia Gandhi nella vita pubblica indiana è iniziato dopo l'assassinio della suocera e l'elezione del marito a primo ministro. In qualità di moglie del primo ministro, ha agito come sua assistente ufficiale e lo ha anche accompagnato in numerose visite di stato. 
Nel 1984, ha attivamente condotto una campagna contro la cognata di suo marito, Maneka Gandhi, che correva contro Rajiv ad Amethi. Alla fine dei cinque anni in carica di Rajiv Gandhi, scoppiò lo scandalo Bofors. Si dice che Ottavio Quattrocchi, un uomo d'affari italiano ritenuto coinvolto, fosse un amico di Sonia Gandhi, avendo accesso alla residenza ufficiale del Primo Ministro. Il BJP ha affermato di essere apparsa nella lista degli elettori a Nuova Delhi prima di ottenere la cittadinanza indiana nell'aprile 1983, in violazione della legge indiana.
L'ex leader del Congresso ed ex presidente dell'India Pranab Mukherjee ha affermato di aver consegnato il suo passaporto italiano all'ambasciata italiana il 27 aprile 1983. La legge sulla nazionalità italiana non ha consentito la doppia nazionalità fino al 1992. Quindi, acquisendo la cittadinanza indiana nel 1983, avrebbe automaticamente perso la cittadinanza italiana.

### Presidente del Congresso (1991-1998)
Dopo che Rajiv Gandhi fu assassinato nel 1991 e Sonia Gandhi rifiutò di succedergli come presidente del Congresso e primo ministro, il partito decise di scegliere PV Narasimha Rao, che successivamente divenne primo ministro dopo aver vinto le elezioni quell'anno. Negli anni successivi, tuttavia, le fortune del Congresso continuarono a diminuire e perse le elezioni del 1996. Diversi alti dirigenti come Madhavrao Sindhia, Rajesh Pilot, Narayan Dutt Tiwari, Arjun Singh, Mamata Banerjee, GK Moopanar, P. Chidambaram e Jayanthi Natarajan, erano in aperta rivolta contro il presidente in carica Sitaram Kesri, molti di loro hanno lasciato il partito, dividendo il Congresso in molte fazioni.
Nel tentativo di rilanciare le fortune cadenti del partito, Sonia si è unita al Partito del Congresso come membro principale nella sessione plenaria di Calcutta nel 1997 ed è diventata leader del partito nel 1998. 

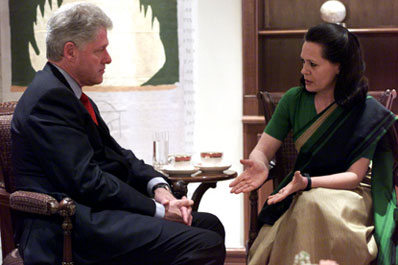
Sonia Gandhi alla Casa Bianca con Bill Clinton

Nel maggio 1999, tre alti dirigenti del partito (Sharad Pawar, PA Sangma e Tariq Anwar) hanno contestato il suo diritto di tentare di diventare Primo Ministro indiano a causa delle sue origini straniere. In risposta, si è offerta di dimettersi da leader del partito, provocando un'ondata di sostegno e l'espulsione dal partito dei tre ribelli che hanno poi formato il Nationalist Congress Party.
Entro 62 giorni dall'adesione come membro principale, le è stato offerto il posto di presidente del partito che ha accettato.
Ha contestato le elezioni di Lok Sabha da Bellary, Karnataka e Amethi, Uttar Pradesh nel 1999. Ha vinto entrambi i seggi ma ha scelto di rappresentare Amethi. A Bellary, aveva sconfitto il leader veterano del BJP, Sushma Swaraj. Nel 1998 entrò formalmente in politica, assumendo la guida dell'Indian National Congress. Appoggiandosi sulla tradizione politica della famiglia Gandhi-Nehru, ha saputo guidare grandi folle, riportando in auge il Partito del Congresso e conquistando la fiducia dei suoi elettori. Tuttavia, Sonia Gandhi è per molti versi una figura in qualche modo enigmatica: i suoi oppositori (principalmente il Bharatiya Janata Party), hanno giocato costantemente sulle sue origini e sul fatto che non parlava in modo fluente l'hindi fino al suo ingresso in politica.
Candidata premier nelle elezioni generali dell'aprile-maggio 2004, rinunciò alla carica di primo ministro, subito dopo la vittoria della sua coalizione, in favore del compagno di partito e ministro delle finanze uscente, Manmohan Singh. Nella stessa consultazione, venne eletto al parlamento indiano anche il figlio Rahul Gandhi di cui la sorella Priyanka aveva curato la campagna elettorale. Il 28 maggio 2005 Sonia Gandhi fu eletta presidente del Partito del Congresso Indiano (Indian National Congress), suo partito di elezione e prima forza politica del paese.
Alle elezioni generali dell'aprile-maggio 2009, l'UPA (United Progressive Alliance), la coalizione guidata dal partito di Sonia Gandhi, ottiene una nuova vittoria elettorale e il mandato per formare un nuovo governo sotto la guida del primo ministro uscente e candidato premier alle elezioni, Manmohan Singh. Il 3 settembre 2010 Sonia Gandhi fu rieletta per la quarta volta all'unanimità Presidente dell'Indian National Congress.
Nel marzo 2013, in seguito agli sviluppi causati dall'arresto di due marò italiani da parte dell'India, rilasciò pesanti dichiarazioni sull'atteggiamento del suo paese d'origine nella vicenda.
Le consultazioni elettorali dell'aprile-maggio 2014 hanno registrato la netta vittoria della coalizione di centrodestra National Democratic Alliance (NDA) guidata dal Bharatiya Janata Party e un parallelo, brusco crollo dei consensi per la donna politica e per il figlio Rahul, vicepresidente del Partito del Congresso che nel dicembre 2017 la ha sostituita nella carica di leader.